# Oreina ganglbaueri
Oreina ganglbaueri là một loài bọ cánh cứng trong họ Chrysomelidae. Loài này được Jakob miêu tả khoa học năm 1953.